# 히젠미카와 신호장
히젠미카와 신호장(일본어: 肥前三川信号場)은 일본 나가사키현 나가사키시에 있는 규슈 여객철도 나가사키 본선의 신호장이다.

## 구조
2선을 가진 단선 구간 열차 교환형이자 교행 방식의 신호장이다. 나가사키 터널 안에 위치해 있으며, 규슈에서는 터널 내의 유일한 신호장이다. 특급 '가모메'나 쾌속 '시사이드 라이너'를 시작으로, 다수의 열차가 통과하기 때문에, 이 신호장으로 교행을 하는 열차는 없다. 선로는 나가사키 역 쪽을 향해서 좌측이 본선, 우측이 대피선이다. 장내에는 비상전화가 복수 설치되어 있다.

## 역사
- 1972년 10월 2일 : 개설.
- 1987년 4월 1일 : 민영화에 의해, 규슈 여객철도로 이관.

## 인접 정차역
| 규슈 여객철도 나가사키 본선 | 규슈 여객철도 나가사키 본선 | 규슈 여객철도 나가사키 본선 |
| --------------------------- | --------------------------- | --------------------------- |
| 우쓰쓰가와 도스 방면        |                             | 우라카미 나가사키 방면      |